# NGC 6491
NGC 6491 ist eine Spiralgalaxie vom Hubble-Typ Sab im Sternbild Drache am Nordsternhimmel. Sie ist schätzungsweise 249 Millionen Lichtjahre von der Milchstraße entfernt und hat einen Durchmesser von etwa 85.000 Lichtjahren. Gemeinsam mit NGC 6493 bildet sie ein (optisches) Galaxienpaar.
Im selben Himmelsareal befinden sich u. a. die Galaxien NGC 6488 und IC 4669.
Das Objekt wurde am 13. Juni 1885 von Lewis A. Swift entdeckt. Die Galaxie wird im Katalog ohne Erläuterung auch als NGC 6493A doppelt geführt.